# Discographie de The Wanted
La discographie du boys band de pop britannique The Wanted se compose de 3 albums studio, 2 EPs, 9 singles et 9 clips vidéo.

## Albums

### Albums studio
| Titre         | Album details                                                                                | Meilleure position | Meilleure position | Meilleure position | Meilleure position | Meilleure position | Certifications              |
| Titre         | Album details                                                                                | Royaume-Uni        | France             | Irlande            | Écosse             | Espagne            | Certifications              |
| ------------- | -------------------------------------------------------------------------------------------- | ------------------ | ------------------ | ------------------ | ------------------ | ------------------ | --------------------------- |
| The Wanted    | - Sortie : 22 octobre 2010 - Label : Geffen {#2741607) - Format : CD, Téléchargement digital | 4                  | —                  | 11                 | 4                  | —                  | - Royaume-Uni BPI : Platine |
| Battleground  | - Sortie : 4 novembre 2011 - Label : Geffen - Format : CD, téléchargement digital            | 5                  | 129                | 4                  | 3                  | 56                 | - Royaume-Uni BPI : Platine |
| Word Of Mouth | - Sortie : 4 novembre 2013 - Label : Island Records - Format : CD, téléchargement digital    | 9                  | 151                | 10                 | 9                  | 31                 | - Royaume-Uni BPI : Argent  |

### Extended plays
| Titre                          | Détails                                                                       | Meilleure position | Meilleure position |
| Titre                          | Détails                                                                       | États-Unis         | Canada             |
| ------------------------------ | ----------------------------------------------------------------------------- | ------------------ | ------------------ |
| iTunes Festival : Londres 2011 | - Sortie : 21 juillet 2011 - Label : Island - Format : Téléchargement digital | —                  | —                  |
| The Wanted (EP)                | - Sortie : 24 avril 2012 - Label : Mercury - Format : CD, digital download    | 7                  | 8                  |

## Singles
| All Time Low                                                       | 2010 | 1   | —  | —  | —  | 13 | —  | —  | 1  | —  | —  | - Royaume-Uni : Or                                                                             | The Wanted    |
| Heart Vacancy                                                      | 2010 | 2   | —  | —  | —  | 18 | —  | —  | 4  | —  | —  | - Royaume-Uni : Argent                                                                         | The Wanted    |
| Lose My Mind                                                       | 2010 | 19  | —  | —  | —  | 30 | —  | —  | 24 | —  | —  |                                                                                                | The Wanted    |
| Gold Forever                                                       | 2011 | 3   | —  | 86 | —  | 13 | —  | —  | 2  | —  | —  | - Royaume-Uni : Argent                                                                         | Battleground  |
| Glad You Came                                                      | 2011 | 1   | 20 | 2  | 29 | 1  | 12 | 13 | 1  | 34 | 3  | - Royaume-Uni : Platine - Nouvelle-Zélande: Platine - Australie : Or - États-Unis: 3 × Platine | Battleground  |
| Lightning                                                          | 2011 | 2   | 51 | 84 | —  | 5  | —  | 23 | 2  | —  | —  | - Royaume-Uni : Argent                                                                         | Battleground  |
| Warzone                                                            | 2011 | 21  | —  | —  | —  | 27 | —  | —  | 18 | —  | —  |                                                                                                | Battleground  |
| Chasing the Sun                                                    | 2012 | 2   | —  | 21 | —  | 4  | —  | 27 | 1  | —  | 50 | - Royaume-Uni : Argent                                                                         | Word of Mouth |
| I Found You                                                        | 2012 | 3   | —  | —  | —  | 8  | —  | —  | —  | —  | 89 |                                                                                                | Word of Mouth |
| Walks Like Rihanna                                                 | 2013 | 4   | 32 | —  | —  | 3  | 74 | —  | —  | —  | —  | - Royaume-Uni : Argent                                                                         | Word of Mouth |
| We Own the Night                                                   | 2013 | 10  | 40 | —  | —  | 13 | —  | —  | —  | —  | 94 |                                                                                                | Word of Mouth |
| Show Me Love (America)                                             | 2013 | 8   | —  | —  | —  | 18 | —  | —  | —  | —  | —  |                                                                                                | Word of Mouth |
| Glow in the Dark                                                   | 2014 | 177 | —  | —  | —  | —  | —  | —  | —  | —  | —  |                                                                                                | Word of Mouth |
| "—" signifie que le single n'est pas sorti ou classé dans le pays. |      |     |    |    |    |    |    |    |    |    |    |                                                                                                |               |

### Autres chansons classées
| Chanson            | Année | Meilleure position | Album      |
| Chanson            | Année | Royaume-Uni        | Album      |
| ------------------ | ----- | ------------------ | ---------- |
| Replace Your Heart | 2010  | 156                | The Wanted |

## Clip vidéo
| Titre                                            | Année | Réalisateur(s)      |
| ------------------------------------------------ | ----- | ------------------- |
| All Time Low                                     | 2010  |                     |
| Heart Vacancy                                    | 2010  |                     |
| Lose My Mind                                     | 2010  | Nigel Dick          |
| Gold Forever                                     | 2011  | Nigel Dick          |
| Glad You Came                                    | 2011  | Director X          |
| Lightning                                        | 2011  | Director X          |
| Warzone                                          | 2011  | Director X          |
| Chasing the Sun                                  | 2012  | Director X          |
| I Found You                                      | 2012  | Chris Marrs Piliero |
| Walks Like Rihanna We Own The Night Show Me Love | 2013  |                     |